# Federazione pallavolistica delle Isole Vergini Britanniche
La Federazione anglo-verginiana di pallavolo (eng. British Virgin Islands Volleyball Association, VIVA) è un'organizzazione fondata per governare la pratica della pallavolo nelle Isole Vergini Britanniche.
Organizza il campionato maschile e femminile, e pone sotto la propria egida la nazionale maschile e femminile.
Ha aderito alla FIVB nel 1980.